# 马罗斯

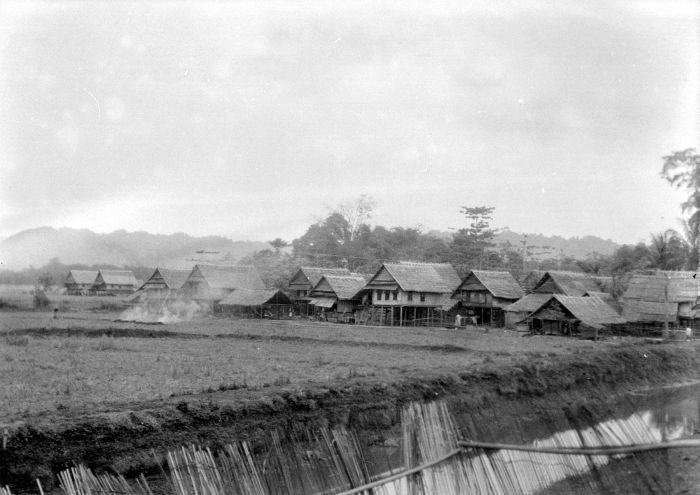
1929年的马罗斯

马罗斯（Maros）是印度尼西亚南苏拉威西省的一个城镇，是马罗斯县的县治所在，位于苏拉威西岛南半岛西南，南距望加锡20公里。2010年统计，马罗斯所在的图里卡勒区（Kecamatan Turikale）共有41,319人。
马罗斯是是印度尼西亚农业研究与发展局的下属机构印度尼西亚谷物研究所的所在地。
马罗斯附近的佩塔克里洞穴及其他岩洞有许多史前岩画，研究表明，岩石艺术具有相当的考古意义。

## 资料来源
1. ↑  Biro Pusat Statistik, Jakarta, 2011.
2. ↑  .   [2017-06-10]. （原始内容存档于2003-11-19）.
3. ↑  .   [2017-06-10]. （原始内容存档于2012-02-27）.
4. ↑  M. Aubert et al, "Pleisocene cave art from Sulawesi, Indonesia （页面存档备份，存于）", Nature, 514, 9 October 2014.
5. ↑  Paul S.C. Tacon et al, "40,000 year old rock art found in Indonesia （页面存档备份，存于）", The Conversation, 9 October 2014.